# Aciotis olivieriana
Aciotis olivieriana es una especie fanerógama, originaria de Colombia, Venezuela, Brasil, Ecuador y Perú. Se la halla en hábitats perturbados de orillas del río, bordes de bosques en elevaciones menos de 1350 m.
Aciotis olivieriana es una hierba erecta o decumbente de hasta 4 dm de alto, a veces se reproduce mediante estolones corriendo a lo largo de la superficie de la tierra.
Hojas acorazonadas de 5 cm de largo, con peciolos alados de hasta 4 cm , verde oscuro en el lado superior, verde más ligero abajo debido a cabellos. Inflorescencia compuesta cima con muchas flores moradas pequeñas sin glándulas que si están presentes en los pétalos de algunas especies relacionadas.